# Polinomio de Fekete

Raíces del polinomio de Fekete para p=43

En matemáticas, un polinomio de Fekete es un polinomio
{\displaystyle f_{p}(t):=\sum _{a=0}^{p-1}\left({\frac {a}{p}}\right)t^{a}\,}
donde {\displaystyle \left({\frac {\cdot }{p}}\right)\,} es el símbolo de Legendre para un número entero p > 1.
Estos polinomios fueron conocidos en estudios del siglo XIX sobre las funciones L de Dirichlet, y en realidad por el propio Peter Gustav Lejeune Dirichlet. Han adquirido el nombre de Michael Fekete, que observó que la ausencia de t ceros reales del polinomio de Fekete con 0 < t < 1 implica una ausencia del mismo tipo para la función L.
{\displaystyle L\left(s,{\dfrac {x}{p}}\right).\,}
Esto tiene un interés potencial considerable en la teoría de números, en relación con el hipotético cero de Siegel cerca de s = 1. Si bien los resultados numéricos para casos reducidos indicaron que había pocos cero reales, otros análisis revelan que este efecto puede ser un «número reducido».